# Semitogea dubia
Semitogea dubia là một loài tò vò trong họ Ichneumonidae.